# Sphenomorphus sanana
Sphenomorphus sanana — вид сцинкоподібних ящірок родини сцинкових (Scincidae). Ендемік Індонезії.

## Поширення і екологія
Sphenomorphus sanana є ендеміками острова Санана в групі островів Сула, що є частиною Молуккського архіпелагу. Вони живуть у вологих рівнинних тропічних лісах, на висоті до 500 м над рівнем моря.

## Збереження
МСОП класифікує цей вид як такий, що перебуває під загрозою зникнення. Sphenomorphus sanana загрожує знищення природного середовища.